# Södelbronn
Södelbronn ist ein Gemeindeteil der Gemeinde Neusitz im Landkreis Ansbach (Mittelfranken, Bayern). Södelbronn liegt in der Gemarkung Neusitz.

## Geografie
Der Weiler liegt auf einer Anhöhe, an die sich direkt der Wald mit Anstieg zur Frankenhöhe anschließt. Eine Gemeindeverbindungsstraße führt nach Horabach (0,7 km nördlich) bzw. zu einer Gemeindeverbindungsstraße (0,7 km südwestlich), die nach Kirnberg zur Staatsstraße 2249 (0,5 km südlich) bzw. nach Erlbach verläuft (0,8 km nordwestlich).

## Geschichte
Die Deutung des Ortsnamens als eine bei einer Quelle befindlichen Meierei (=Sedelhof) setzt eine ursprüngliche Form „Södelhofbronn“ voraus, die jedoch urkundlich nicht belegt ist. Die später erfolgte Auslassung des Siedlungstyps bei Ortsnamen ist allerdings durchaus üblich. Eine Ableitung von Sodbrunnen ist theoretisch denkbar, würde aber offen lassen, wie es zu der ungewöhnlichen Ablautung des heutigen Ortsnamens kam.
Södelbronn lag im Fraischbezirk der Reichsstadt Rothenburg an der Grenze zum ansbachischen Oberamt Colmberg. 1800 gab es im Ort sechs Haushalte, die alle der Reichsstadt Rothenburg untertan waren.
Mit dem Gemeindeedikt (frühes 19. Jahrhundert) wurde der Ort dem Steuerdistrikt Gebsattel und der Ruralgemeinde Neusitz zugewiesen.

### Baudenkmal
- Steinkreuz, mittelalterlich; in der Waldabteilung Heiligenbaum.[7]

### Einwohnerentwicklung
| Jahr      | 001818 | 001840 | 001861 | 001871 | 001885 | 001900 | 001925 | 001950 | 001961 | 001970 | 001987 | 002008 |
| Einwohner | 42     | 43     | 46     | 47     | 37     | 37     | 38     | 38     | 31     | 25     | 23     | 23     |
| Häuser    | 9      | 8      |        |        | 7      | 7      | 7      | 7      | 6      |        | 6      |        |
| Quelle    | [ 9 ]  | [ 10 ] | [ 11 ] | [ 12 ] | [ 13 ] | [ 14 ] | [ 15 ] | [ 16 ] | [ 17 ] | [ 18 ] | [ 19 ] |        |

## Religion
Der Ort ist seit der Reformation evangelisch-lutherisch geprägt und bis heute nach Heilig Kreuz (Neusitz) gepfarrt. Die Einwohner römisch-katholischer Konfession sind nach St. Johannis (Rothenburg ob der Tauber) gepfarrt.